# Solothurn S-18/1000
Il Solothurn S-18/1000 era un fucile anticarro svizzero  da 20 mm utilizzato durante la Seconda guerra mondiale.

## Storia
Era una variante del precedente Solothurn S-18/100 con alcune modifiche volte ad ottenere una maggiore celerità di tiro, così come una cartuccia di misura superiore (20 × 138 mm B). Tuttavia l'uso di munizioni più potenti generava un rinculo eccessivo e le sue dimensioni ed il suo peso ne rendevano difficile la mobilità. Da questo modello fu tratto infine il Solothurn S-18/1100, automatico.
L'azienda svizzera Solothurn era di proprietà della tedesca Rheinmetall-Borsig che vi produceva le armi che, secondo il trattato di Versailles, non potevano essere prodotte in Germania.
Nel 1940-1941, l'esercito statunitense prese in considerazione l'adozione del fucile che fu, quindi, testato, nella primavera del 1941. Dal confronto col fucile automatico calibro .90 T4 emerse che il Solothurn, malgrado fosse meno potente, era tuttavia meno complicato e ingombrante e, perciò, più adatto per l'uso da parte dell'esercito. Si decise quindi di acquistarne 50 pezzi per poi proseguirne la produzione negli Stati Uniti. Tuttavia, i tempi dell'accordo si allungarono al punto a portare alla rinuncia statunitense all'acquisto delle armi..
L'arma fu adottata dal Regio Esercito nel 1940 con un primo lotto di S-18/1000 conosciuti come Carabina "S" e ridenominati nel 1942 Fucile anticarro "S", mentre per i tedeschi era conosciuto come 2 cm Pak. L'arma ebbe notevole diffusione, distribuita in 6 pezzi per battaglione, soprattutto nel teatro nordafricano, dove fu installato anche sulle camionette Fiat-SPA AS42 "Sahariana" ed addirittura come armamento principale su alcuni carri leggeri L3/33. Dopo l'8 settembre 1943, venne impiegato anche dall'Esercito Nazionale Repubblicano della RSI.

## Tecnica

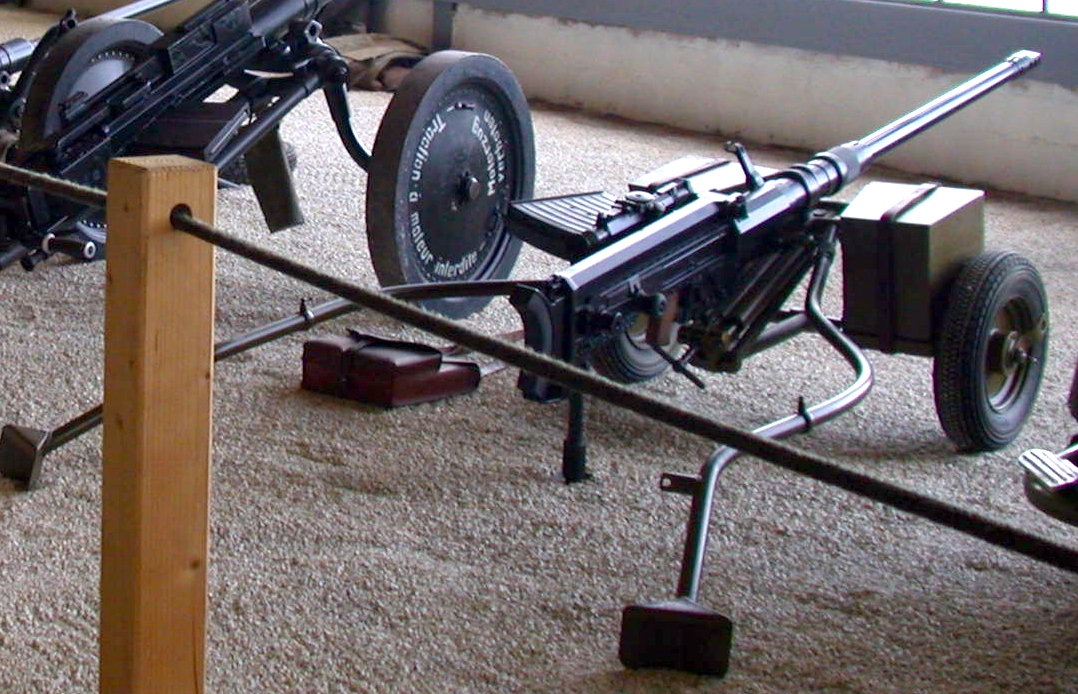
Un S-18/1000 sul proprio affusto

Il Soluthurn S-18/1000 è un fucile semiautomatico in configurazione bullpup, servito da due uomini, il tiratore ed il caricatore. L'arma è camerata per la munizione 20 × 138 mm B: in particolare il fucile impiega un "Cartoccio granata perforante da 20 modello 35, con tracciatore" e una "Cartuccia da esercitazione". L'azione è a corto rinculo, con l'otturatore vincolato alla canna tramite un anello rotante, che in posizione di chiusura impegna con delle alette sul profilo interno le apposite scanalature sulla parte anteriore dell'otturatore; al momento dello sparo, canna ed otturatore rinculano solidali prima che l'anello, costretta a ruotare, svincoli l'otturatore; mentre il rinculo della canna viene arrestato dalla molla di recupero, che la riporta in avanti, l'otturatore rimane libero di rinculare, estrae ed espelle il bossolo spento e, per effetto della molla, torna in chiusura camerando una cartuccia carica, sfilata da un caricatore a serbatoio inserito sul lato sinistro del castello. La canna dispone di un freno di bocca a cinque luci per smorzare il potente rinculo ed è rapidamente sostituibile. Il sistema di scatto è a grilletto e l'arma viene imbracciata come un normale fucile. Anteriormente poggia su un robusto bipiede regolabile, mentre posteriormente su un piedino pieghevole incernierato sotto al calcio. L'arma dispone di mire metalliche con alzo regolabile da 100 a 1500 metri e in scostamento fino a 25° con scatti di 5°, mentre è installabile un mirino telescopico a 2,5 ingrandimenti.
Per la movimentazione dell'arma si ricorre ad un carrello con due ruote pneumatiche da 400 mm di diametro e 800 mm di carreggiata, che trasporta anche due cassette di munizioni da 20 kg e 30 caricatori l'una. Tale carrello, con le sue due code divaricate, può servire anche direttamente da cavalletto per il tiro, con altezza al ginocchiello regolabile da 320 a 660 mm e settore di tiro di 50°. Per il trasporto a spalla l'arma viene scomposta in due carichi: la canna, pesante 20,5 kg, ed il castello pesante 30,2 kg con il bipiede da 4 kg. Il carrello di trasporto a vuoto pesa invece 30 kg, che salgono, con l'arma e le due cassette di munizioni, a ben 127 kg.

### Prestazioni
- distanza: 400 m, impatto a 15°: perforazione di 20 mm di acciaio omogeneo.
- distanza: 500 m, impatto a 0°: perforazione di 30 mm di acciaio omogeneo[6].

## Paesi utilizzatori
Svizzera
- Esercito svizzero

 Italia
- Regio Esercito

 Indie orientali olandesi
- Koninklijk Nederlandsch-Indisch Leger

 Repubblica Sociale Italiana
- Esercito Nazionale Repubblicano

### Periodici
- Ivo Jacini, I fucili anticarro, in Storia & Battaglie, n. 158, Vicchio, Luca Poggiali Editore, dicembre 2016,  pp. 23-34.